# Harold Alexander

Harold Rupert Leofric George Alexander, 1. grof Alexander tuniški, britanski feldmaršal in politik, * 10. december 1891, † 16. junij 1969.

## Vojaška kariera
Dne 22. septembra 1914 je Alexander začel vojaško življenje v jarkih prve svetovne vojne v enotah irske garde, s katero se je boril v Franciji. Med letoma 1919 in 1920 je bil v britanskem korpusu, ki se je boril v Rusiji na strani carja. Kasneje je služil v Indiji, kjer je leta 1937 kot najmlajši Britanec v enotah kopenske vojske napredoval v čin generala. 
Alexander je najbolj znan po svojih dejanjih med drugo svetovno vojno. Leta 1939 je popeljal svoje enote v Francijo, kjer je sprva poveljeval diviziji, nato pa korpusu, ki se je leta 1940 umaknil pri Dunkerqu. Alexander je bil zadnji britanski vojak, ki je zapustil francosko zemljo. Nato so ga poslali v Azijo, kjer je postal vrhovni poveljnik sil v Burmi (danes Mjanmar). V marcu 1942 je vodil umik svoje vojske iz Jangona, maja istega leta pa zavrnil japonski prodor proti britanski indijski koloniji.
Avgusta istega leta so ga premestili na Srednji vzhod, kjer je zamenjal vrhovnega poveljnika tamkajšnjih britanskih sil, generala Claudea Auchinlecka. Kasneje istega leta se je izkazal v Severni Afriki, ko je v Tuniziji z Montgomeryjevo 8. armado premagal nemško-italijanske sile. Leta 1943 je postal Eisenhowerjev namestnik za zavezniške sile v Tuniziji, sodeloval je pri izkrcanju na Sicilijo in Italijo ter postal poveljnik britanskih sil na tem območju. Decembra 1944 je napredoval v feldmaršala in postal vrhovni poveljnik za Sredozemlje. Februarja 1945 je obiskal Beograd, kjer se je srečal s Titom in si ogledal sremsko fronto. Dne 29. aprila 1945 je sprejel brezpogojno predajo nemških sil v Italiji in na Tirolskem.

## Politična kariera
Od leta 1946 do 1952 je bil kanadski guverner, nato pa od 1952 do 1954 britanski obrambni minister.

## Odlikovanja
Legija za zasluge